# میرعبدلی‌زرین‌چیا
میرعبدلی‌زرین‌چیا، روستایی از توابع بخش باینگان شهرستان پاوه در استان کرمانشاه ایران است.

## جمعیت750 و 210 خانوار
این روستا در دهستان شیوه‌سر قرار دارد و براساس سرشماری مرکز آمار ایران در سال ۱۳۸۵، جمعیت آن ۴۰۸ نفر (۹۲خانوار) بوده‌است.